# فدریکو ویرگا
فدریکو ویرگا (انگلیسی: Federico Virga؛ زادهٔ ۲۸ اکتبر ۱۹۹۳) بازیکن فوتبال است.
از باشگاه‌هایی که در آن بازی کرده‌است می‌توان به باشگاه ورزشی اولیاننسه اشاره کرد.